# Шастозерская Каменка
Шастозерская Каменка — река в России, протекает по Виноградовскому району Архангельской области. Длина реки составляет 11 км.
Начинается в болотах к северо-востоку от заброшенного посёлка Шастозерский. Затем пересекает железную дорогу, посёлок и течёт в юго-западном направлении через елово-берёзовую тайгу, лишь в низовьях отклоняясь к западу. Устье реки находится в 26 км по левому берегу реки Большая Шеньга.

## Данные водного реестра
По данным государственного водного реестра России относится к Двинско-Печорскому бассейновому округу, водохозяйственный участок реки — Северная Двина от впадения реки Вага и до устья, без реки Пинега, речной подбассейн реки — Северная Двина ниже места слияния Вычегды и Малой Северной Двины. Речной бассейн реки — Северная Двина.
Код объекта в государственном водном реестре — 03020300412103000033065.